# Řád svatého Basila Velikého
Řád svatého Basila Velikého (neboli basiliáni, OSBM – lat. Ordo Sancti Basilii Magni) je mnišský řád řeckokatolické církve. Je znám také pod označeními baziliáni, otcové baziliáni, baziliánský řád, nebo pod méně známým pojmenováním Baziliánský řád sv. Josafata.[zdroj?] Hlavní sídlo řádu je v litevském Vilně.

## Dějiny řádu

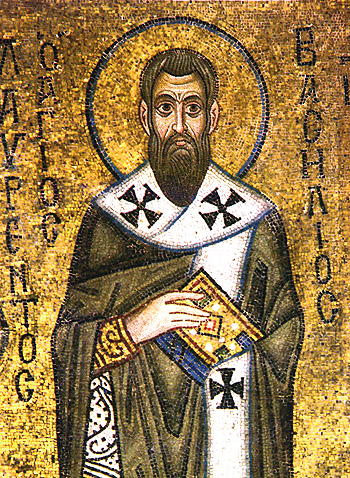
Svatý Basil Veliký

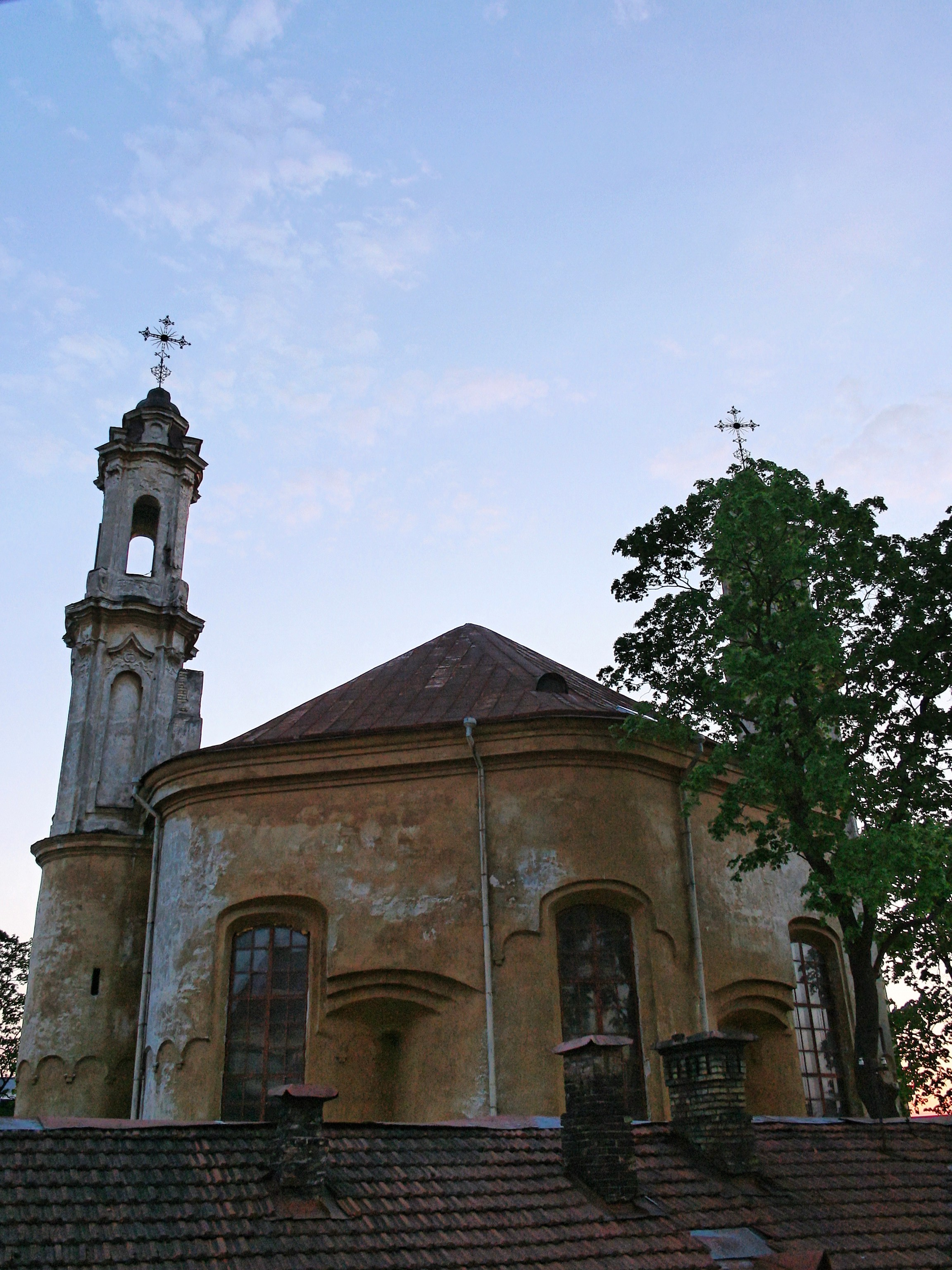
Basiliánský kostel Nejsvětější Trojice ve Vilně

Jeho původ sahá do 4. století ke svatému Basilu Velikému. Ten ve svém monastýru kromě modlitby a manuální práce zavedl i intelektuální práci a zabýval se také sociálními problémy. To byl posun oproti dosavadním egyptským a palestinským mnichům. Pro své mnichy napsal pravidla, která byla zdrojem pro všechna řeholní pravidla, jež později vznikala na Západě.[zdroj?] Mniši žijící podle pravidel sv. Basila se nejprve neoznačovali zvláštním jménem, ale nazývali se jednoduše mniši, neboť na východě jiné mnišské řády, od kterých by se eventuálně potřebovali odlišit názvem, neexistovaly. Jméno „basiliáni“ se poprvé objevilo až v 11. století v Itálii. Na území Slovenska se pojmenování „basiliáni“ pro východní mnichy objevilo až v 17. století.
Provincie řádu působí na Ukrajině, v Argentině, Brazílii, Kanadě, Maďarsku, Polsku, Rumunsku, na Slovensku a v USA. Na Slovensku mají baziliáni provincii sv. Cyrila a Metoděje, která má monastýry v Prešově (sídlo provincie), Krásném Brodě (noviciát) a v Trebišově. V Srbsku obývají monastýr v Kule.
Po r. 2000 malá komunita basiliánů působila na Sázavě, v r. 2008 však její členové založili vlastní schismatickou církev, čímž krátké novodobé působení řádu v ČR skončilo.

## Světci z řádu
- sv. Josafat Kuncevič, mučedník
- bl. Pavol Peter Gojdič, mučedník komunistického režimu v Československu
- mučedníci nacistického a komunistického režimu na Ukrajině